# Krasnobród
Krasnobród – miasto w województwie lubelskim, w powiecie zamojskim, nad Wieprzem, na terenie Krasnobrodzkiego Parku Krajobrazowego, siedziba gminy miejsko-wiejskiej Krasnobród. Według danych GUS z 31 grudnia 2019 Krasnobród liczył 3101 mieszkańców.
Położone historycznie w dawnej ziemi chełmskiej. Prywatne miasto szlacheckie lokowane w 1572 położone było w XVI wieku w województwie ruskim.
Prawa miejskie posiadał do 1869, przywrócone 30 grudnia 1994
W latach 1975–1998 miejscowość należała administracyjnie do województwa zamojskiego.

## Opis miasta
Krasnobród to lokalny ośrodek usługowy, uzdrowiskowy i popularny ośrodek turystyczno-wypoczynkowy na Roztoczu Środkowym. Latem najpopularniejszą formą wypoczynku jest plażowanie i kąpiel w zalewie położonym nad rzeką Wieprz.
Atrakcyjny punkt widokowy w mieście to położony dość wysoko kamieniołom, na północ od zalewu, gdzie od niedawna znajduje się niewielka wieża (baszta).
Wśród zabytków znajduje się tu pałac Leszczyńskich z XVII–XIX wieku. W tym zespole pałacowo-parkowym funkcjonuje Sanatorium Rehabilitacyjne dla Dzieci im. Janusza Korczaka (osiedle Podzamek), gdzie leczone są choroby górnych dróg oddechowych oraz schorzenia narządów ruchu.

## Historia
Pierwszymi znanymi właścicielami Krasnobrodu byli Lipscy. W ciągu wieków zmieniali się właściciele miejscowości: Leszczyńscy, Zamoyscy, Tarnowscy i Jackowscy. Od 1880 mieszkali w Krasnobrodzie Fudakowscy. Z powodu dużego oddalenia od głównych szlaków handlowych oraz nieurodzajnych, piaszczystych gleb nigdy nie stanowił dużego i zamożnego ośrodka miejskiego.
Do czasów II wojny światowej, struktura etniczno-wyznaniowa miasta była zróżnicowana. W 2 poł. XIX wieku społeczność współtworzyli głównie Polacy (katolicy) oraz Żydzi, którzy zaczęli się osiedlać już w 2 poł. XVI wieku. Niewielki odsetek ludności miasta i okolicznych miejscowości stanowili Rusini.
Parafia rzymskokatolicka została erygowana prawdopodobnie w II poł. XVI wieku. W 1595 świątynię parafialną przejęli wierni wyznania kalwińskiego na skutek przejścia na to wyznanie właścicieli miasta, Leszczyńskich. W 1647 miejscowość przeszła na własność Zamoyskich i sytuacja religijna uległa zmianie. W miejscu objawień Matki Bożej, w latach: 1648-64, postawiono kościół. Wojewoda sandomierski Jan Zamoyski, 23 listopada 1664, wystawił dokument będący podstawą do założenia klasztoru dominikańskiego w Krasnobrodzie.
Miasto mocno ucierpiało w czasie powstania Chmielnickiego. W drugiej połowie XVII wieku Krasnobród kilkakrotnie plądrowali Tatarzy. Podczas jednego z najazdów miejscowość spłonęła, a wraz z nią okazały kościół drewniany. W 1763 król August III na nowo nadał Krasnobrodowi prawa miejskie.
W wyniku I rozbioru Polski w 1772 Krasnobród wszedł w skład zaboru austriackiego, a w 1809 do departamentu lubelskiego Księstwa Warszawskiego. Po kongresie wiedeńskim wszedł w skład obwodu zamojskiego Królestwa Polskiego.
24 marca 1863 pod miastem miała miejsce bitwa oddziałów Marcina Borelowskiego z wojskiem armii carskiej mjr Ogalina. Upamiętnia ten fakt Pomnik Powstańców Styczniowych, znajdujący się na miejscowym cmentarzu. Za udział w powstaniu Krasnobród utracił prawa miejskie.

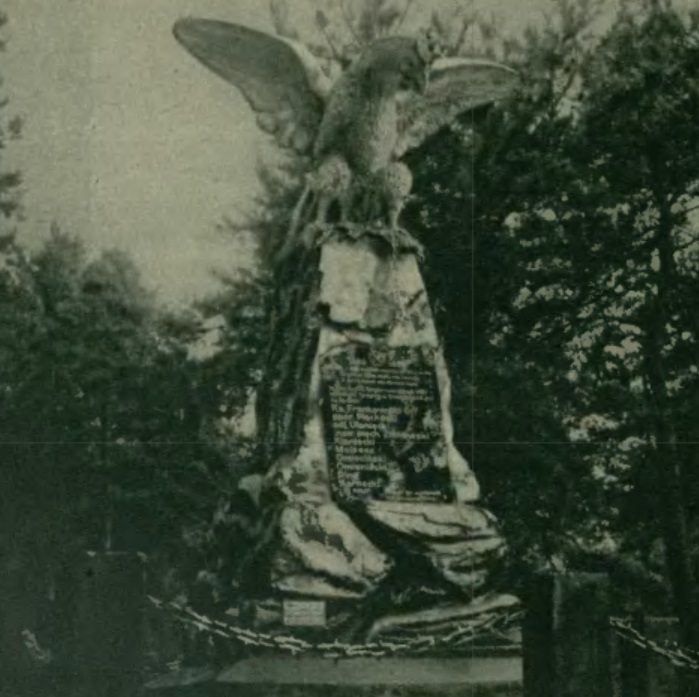
Pomnik Powstańców styczniowych z 1863

Na przełomie XVIII i XIX wieku Krasnobród stał się ośrodkiem garncarstwa i meblarstwa. Produkowano tu gonty, kafle porcelanowe, patyczki do zapałek oraz tzw. „skrzynie krasnobrodzkie”. Pod koniec XIX wieku Krasnobród stał się znany dzięki jednemu z pierwszych w Europie sanatoriów przeciwgruźliczych, założonemu przez dr Alfreda Rose, w którym gruźlicę leczono kumysem, jednakże brak dobrych połączeń komunikacyjnych przyczynił się do upadku placówki.
Podczas I wojny światowej, w czerwcu 1915, bili się tu wojska armii carskiej z wojskami armii austro-węgierskiej. Polegli żołnierze spoczywają na miejscowym cmentarzu.
W czasie agresji niemieckiej na Polskę w 1939 miejsce potyczek cofających się armii polskich z wojskami niemieckimi. Na miejscowym cmentarzu leży 500 poległych żołnierzy polskich. W zabudowaniach klasztoru mieścił się szpital dla żołnierzy polskich i niemieckich. 23 września 1939 miała tu miejsce szarża 25 Pułku Ułanów Wielkopolskich podpułkownika Stachlewskiego, którzy w okolicy Kaplicy „Na Wodzie” stoczyli zwycięską bitwę z kawalerią niemiecką, opanowując miasteczko (to prawdopodobnie arena ostatniej bitwy między oddziałami konnymi w historii II wojny światowej). Przez pewien czas Krasnobród był okupowany przez wojska sowieckie.
Podczas okupacji niemieckiej okolica była terenem działań oddziałów partyzanckich Armii Krajowej i Batalionów Chłopskich. Działał tu również oddział Gwardii Ludowej im. Kotowskiego składający się w większości ze zbiegłych z obozów jenieckich żołnierzy radzieckich. Oddział dowodzony był przez Michaiła Atamanowa ps. „Miszka Tatar”. Oddział ten 16 maja 1943 zaatakował tartak w Krasnobrodzie i zniszczył stację kolejową. Krasnobród został spacyfikowany w lutym i marcu 1943 a wysiedlony przez Niemców 5 lipca 1943. Miejscowa ludność żydowska została wymordowana w 1942 roku, bądź też wcześniej uciekła do ZSRR. Krasnobród został zdobyty przez Armię Czerwoną 22 VII 1944.
W wyniku zniszczeń wojennych oraz rozwoju cywilizacyjnego nie zachował się dawny układ urbanistyczny miasteczka z drewnianą zabudową (charakterystyczne były podcienia).

## Życie religijne
W Krasnobrodzie większość mieszkańców jest wyznania rzymskokatolickiego; istnieją dwie parafie: 

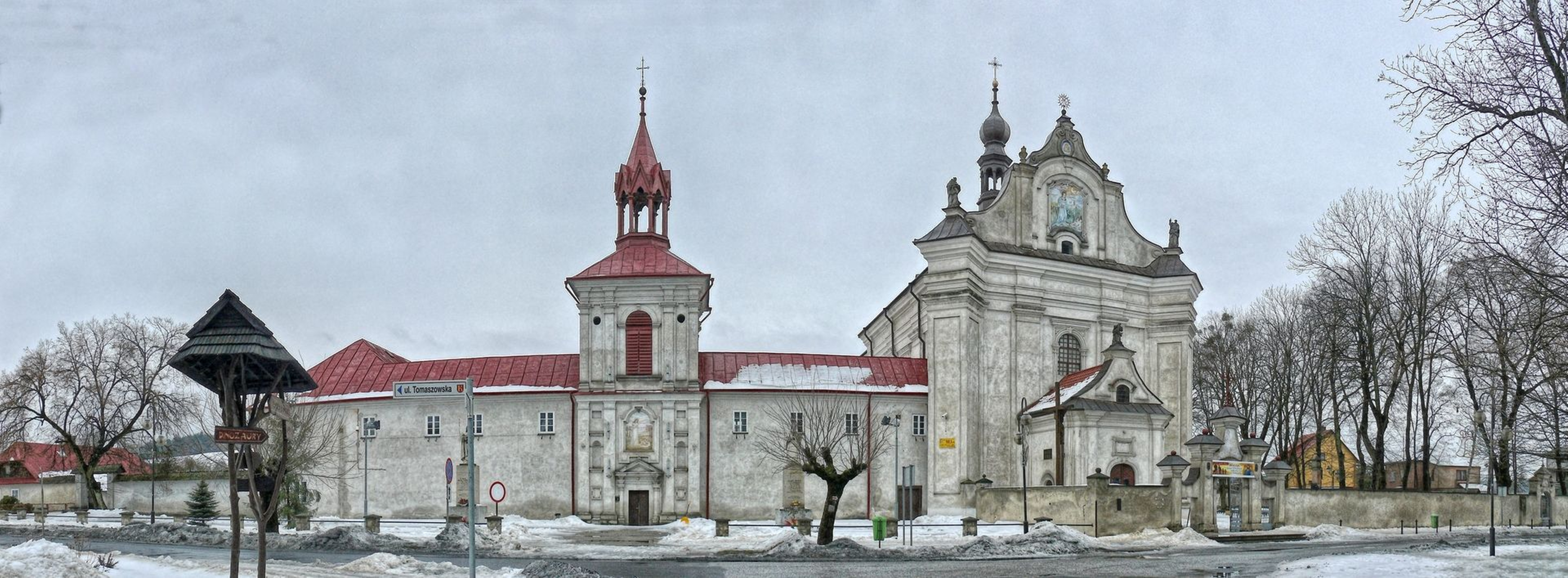
Kościół Nawiedzenia NMP i klasztor

- Nawiedzenia Najświętszej Marii Panny
- Zesłania Ducha Świętego.

Pod koniec XVI i w pierwszej połowie XVII wieku funkcjonował w Krasnobrodzie zbór kalwiński (w latach 1595, 1638, 1642 i 1647 odbyły się tu nawet synody). Teren gminy zamieszkiwali dawniej również unici (przed zawarciem unii brzeskiej byli to wyznawcy prawosławia), którzy posiadali swoje świątynie. Po kasacie unii założono parafie prawosławne, zmuszając grekokatolików do powrotu do tego wyznania. Prawosławni zamieszkiwali ten teren głównie do I wojny światowej (krasnobrodzka cerkiew została rozebrana). Jednakże do II wojny światowej w miasteczku przeważała ludność żydowska (synagoga i cmentarz uległy zniszczeniu, pozostał natomiast dawny budynek mykwy).
Krasnobród to ponadregionalny ośrodek kultu religijnego. We wschodniej części miasta, w Podklasztorze, znajduje się barokowy zespół klasztorny dominikanów.
W zabudowaniach klasztoru mieści się Muzeum Wsi Krasnobrodzkiej, w którym zgromadzone są eksponaty będące odzwierciedleniem rzemiosł takich jak: garncarstwo, gontarstwo oraz meblarstwo (wyrób skrzyń krasnobrodzkich).

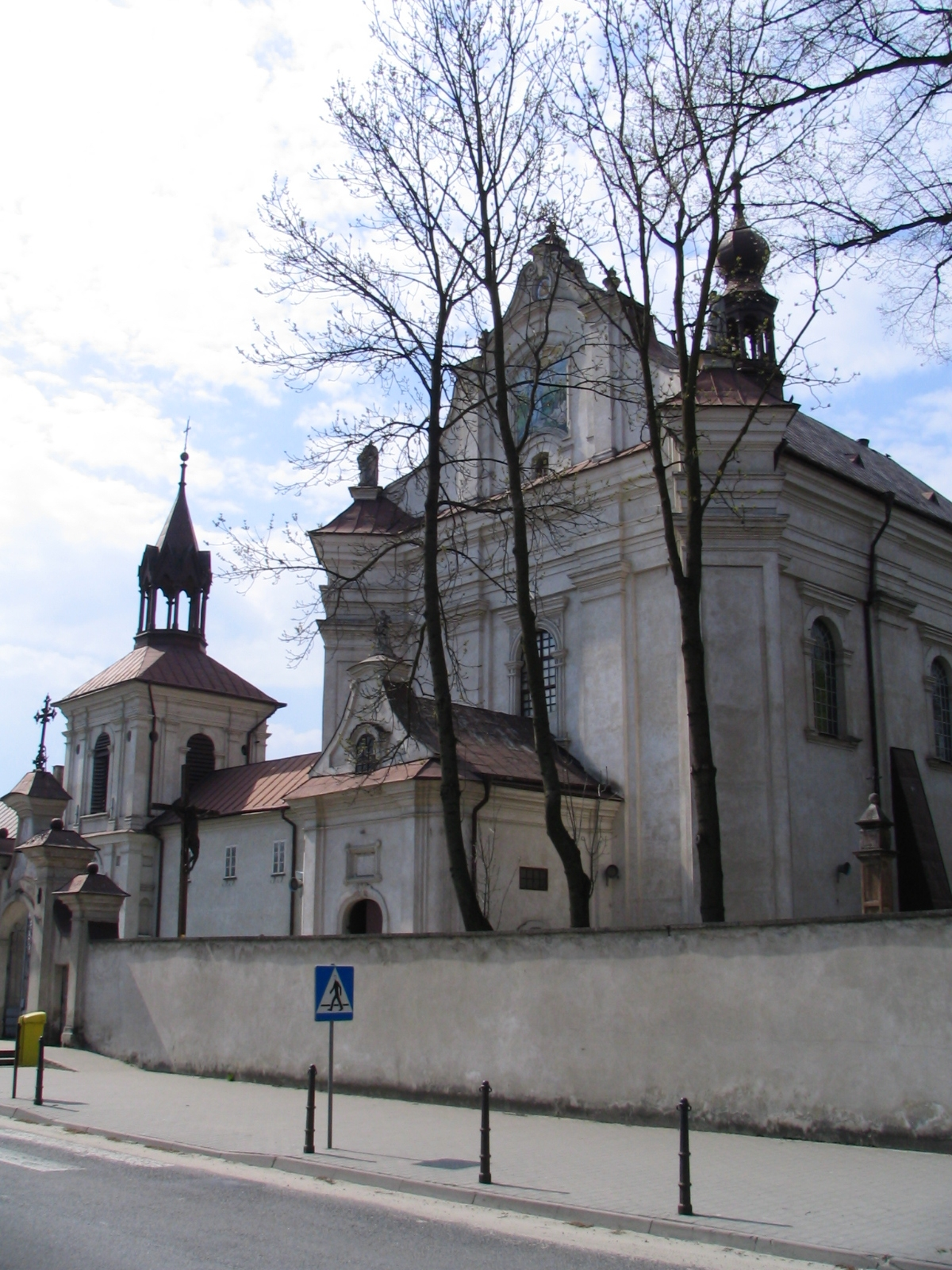
Kościół pod wezwaniem Nawiedzenia Najświętszej Marii Panny

Kościół pw. Nawiedzenia Najświętszej Marii Panny wybudowany w latach 1690–1699 wraz z klasztorem został ufundowany przez Marysieńkę Sobieską jako wotum wdzięczności za uzdrowienie. Wewnątrz kościoła znajdują się m.in.: XVIII-wieczna chrzcielnica, barokowa ambona w kształcie wazy oraz główny ołtarz wykonany przez Jana Mauchera w latach 1774–1776. Kościół od 300 lat jest znanym ośrodkiem kultu maryjnego, odwiedzanym przez liczne rzesze pielgrzymów. Szczególną czcią cieszy się Obraz Matki Bożej Krasnobrodzkiej. Tradycją stały się międzynarodowe letnie koncerty organowe w Sanktuarium Maryjnym.
Znajdują się tu również małe, drewniane kapliczki, m.in. „Kaplica na Wodzie” koło kościoła pw. Nawiedzenia NMP, przy której wypływa woda słynąca z uzdrawiania, oraz kaplica św. Rocha, otoczona lasami na terenie rezerwatu „Święty Roch” w Krasnobrodzkim Parku Krajobrazowym, jaki obejmuje okolice miasta.
Ważniejsze uroczystości religijne: odpust Matki Bożej Jagodnej (1 i 2 lipca), MB Zielnej (15 sierpnia), Św. Rocha (pierwsza niedziela po 15 sierpnia), MB Siewnej (8 września), MB Różańcowej (pierwsza niedziela października) oraz Dożynki Diecezjalne (wrzesień).

## Sport

### MGKS Igros Krasnobród
W Krasnobrodzie funkcjonuje Miejsko-Gminny Klub Sportowy Igros Krasnobród – amatorski klub piłkarski, założony w 1966 roku. Obecnie drużyna seniorów gra w [IV liga (grupa lubelska)]. Igros rozgrywa mecze na Miejskim Stadionie w Krasnobrodzie, o pojemności 2000 widzów, znajdującym się przy ul. Wczasowej.

## Atrakcje turystyczne

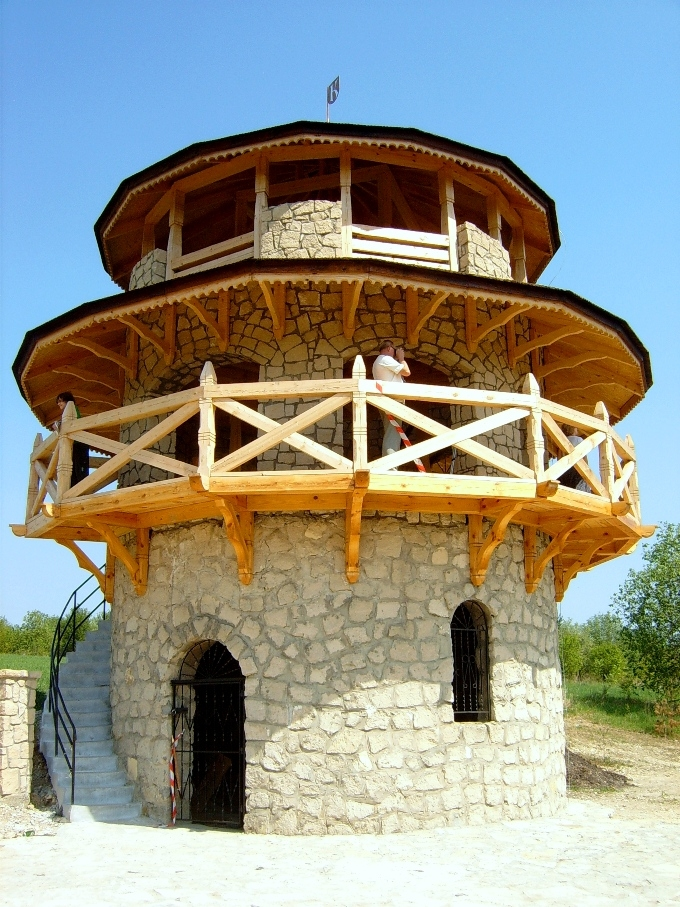
Baszta, wieża widokowa

- Barokowy kościół pw. Nawiedzenia Najświętszej Marii Panny
- Dawny klasztor Dominikanów
- Muzeum Sztuki Sakralnej
- Muzeum Wieńców Dożynkowych
- Ptaszarnia
- Pałac Leszczyńskich
- Kamieniołom z basztą widokową
- Stary cmentarz żydowski
- Nowy cmentarz żydowski
- Kaplice „Na Wodzie” i św. Rocha
- Rezerwat przyrody Święty Roch
- Park linowy

## Burmistrzowie Krasnobrodu
- 1854 – Wawrzyniec Nowacki[14]
- 1995–1998 – Kazimierz Mielnicki
- 1998–2006 – Marek Pasieczny
- 2006–2010 – Janusz Oś
- 2010–2014 – Wiesław Chmielowiec
- od 2014 – Kazimierz Misztal

## Galeria

Obiekty sakralne i atrakcje Krasnobrodu
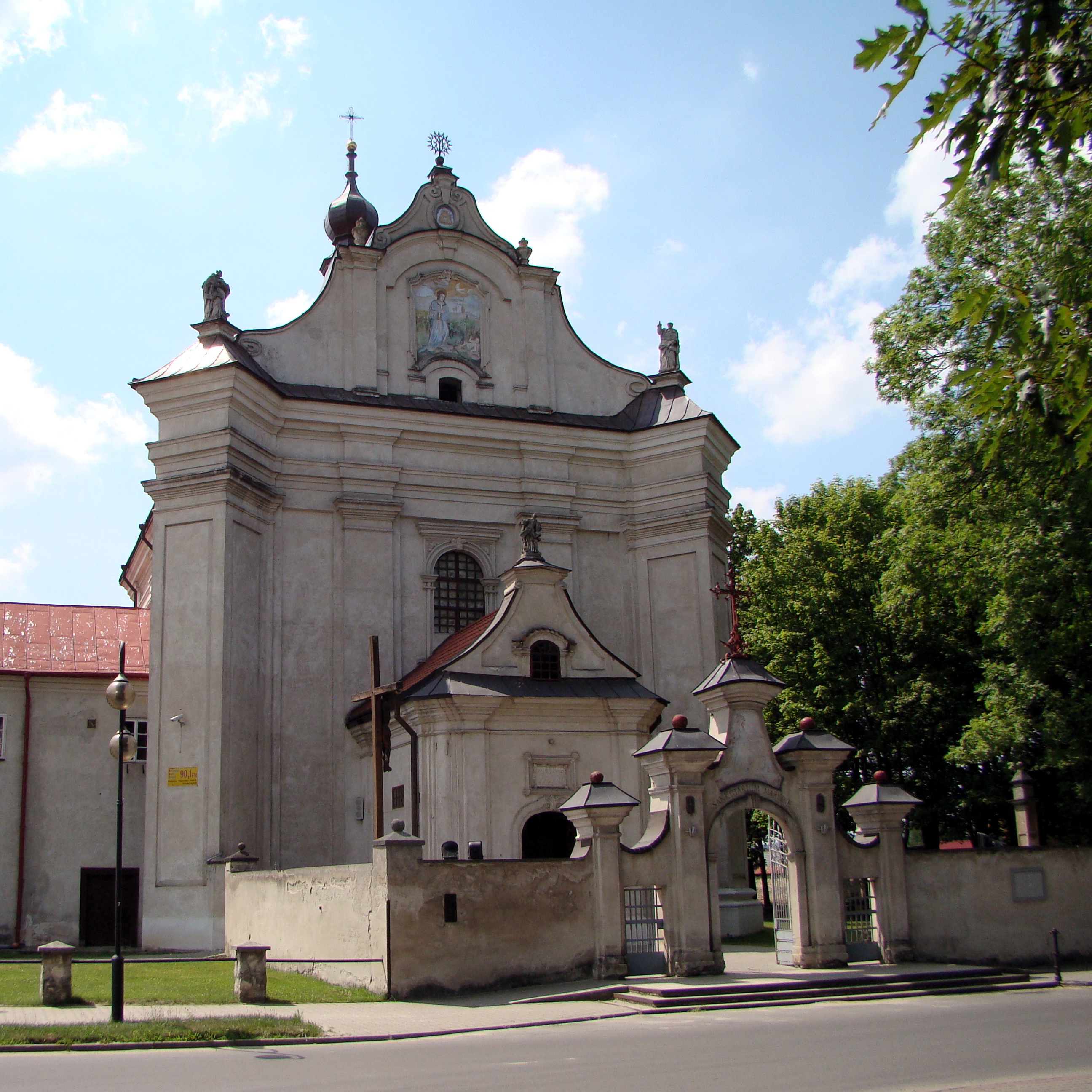
Kościół parafialny pw. Nawiedzenia NMP
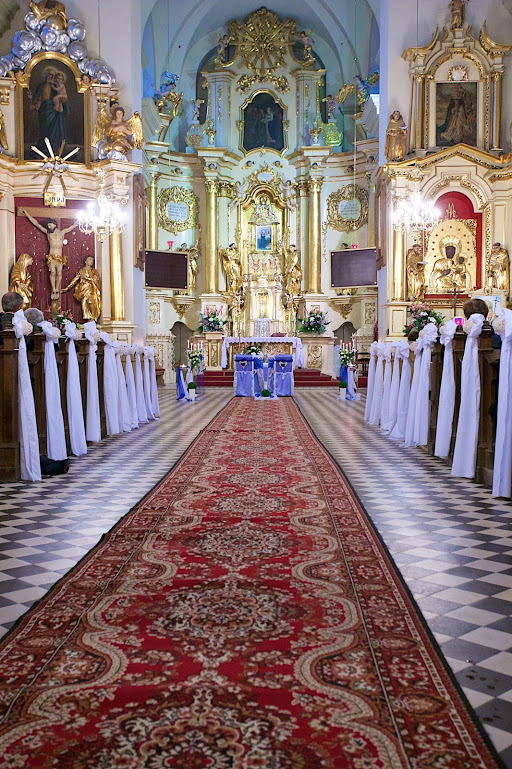
Wnętrze kościoła pw. NNMP
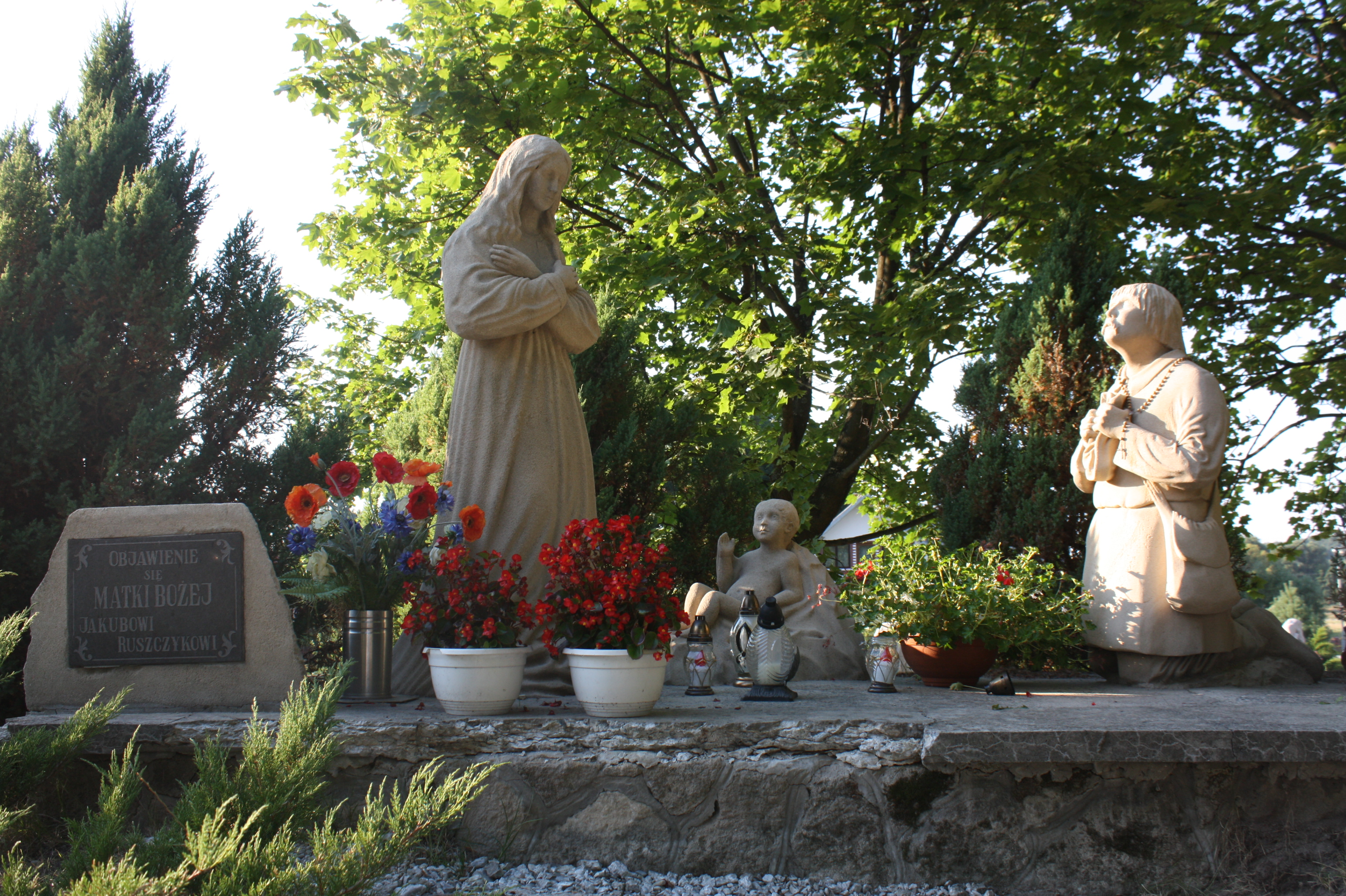
Pomnik objawienia się Matki Bożej Jakubowi Ruszczykowi
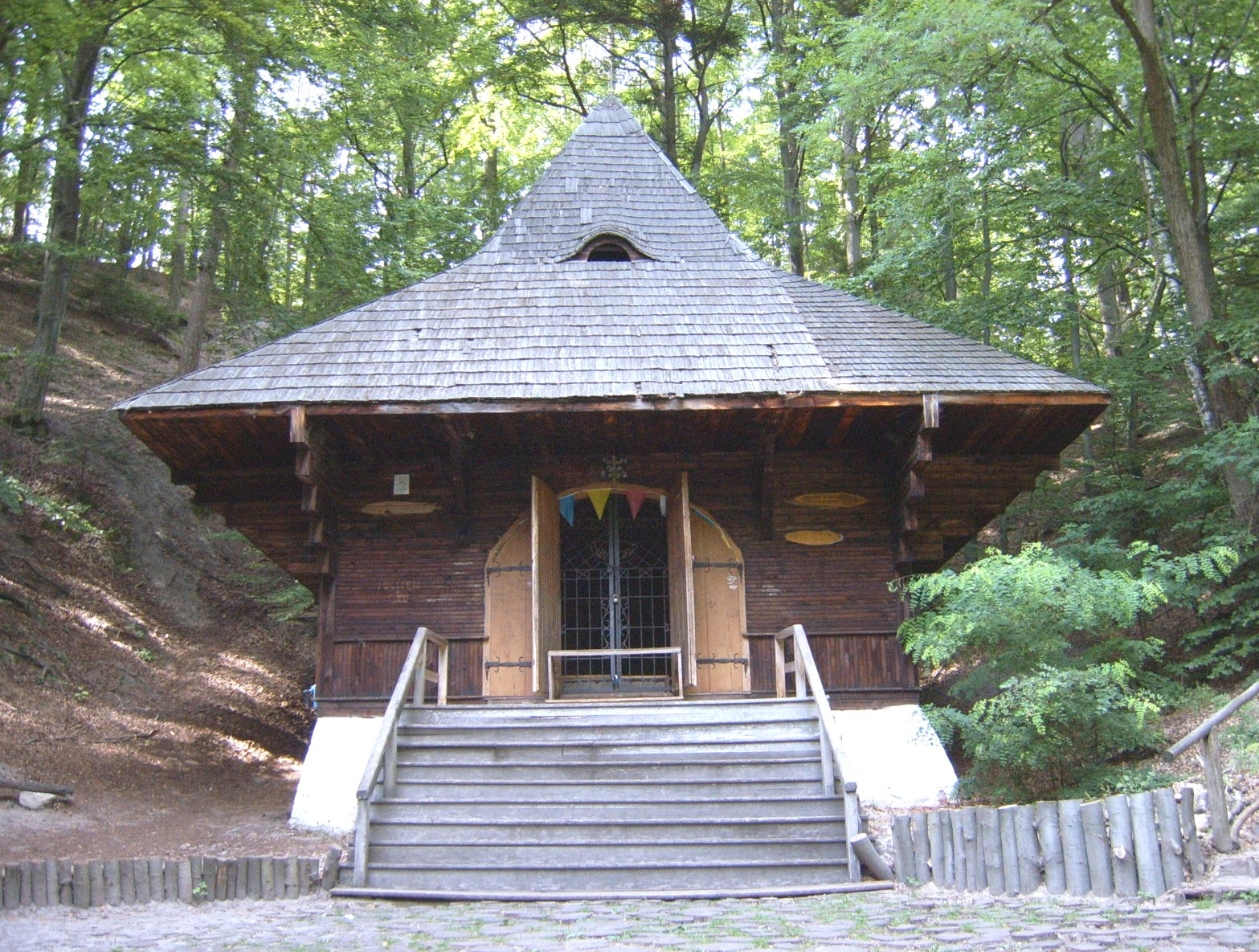
Kaplica św. Rocha
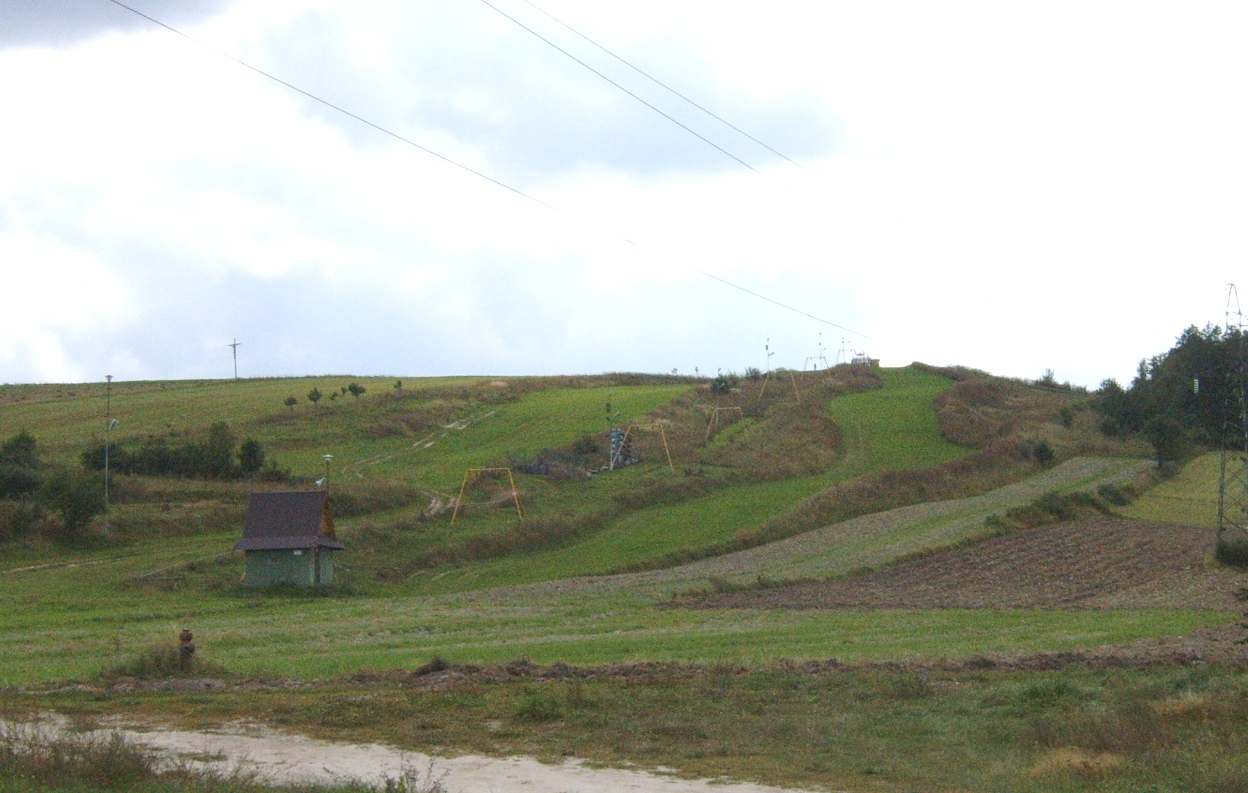
Wyciąg narciarski
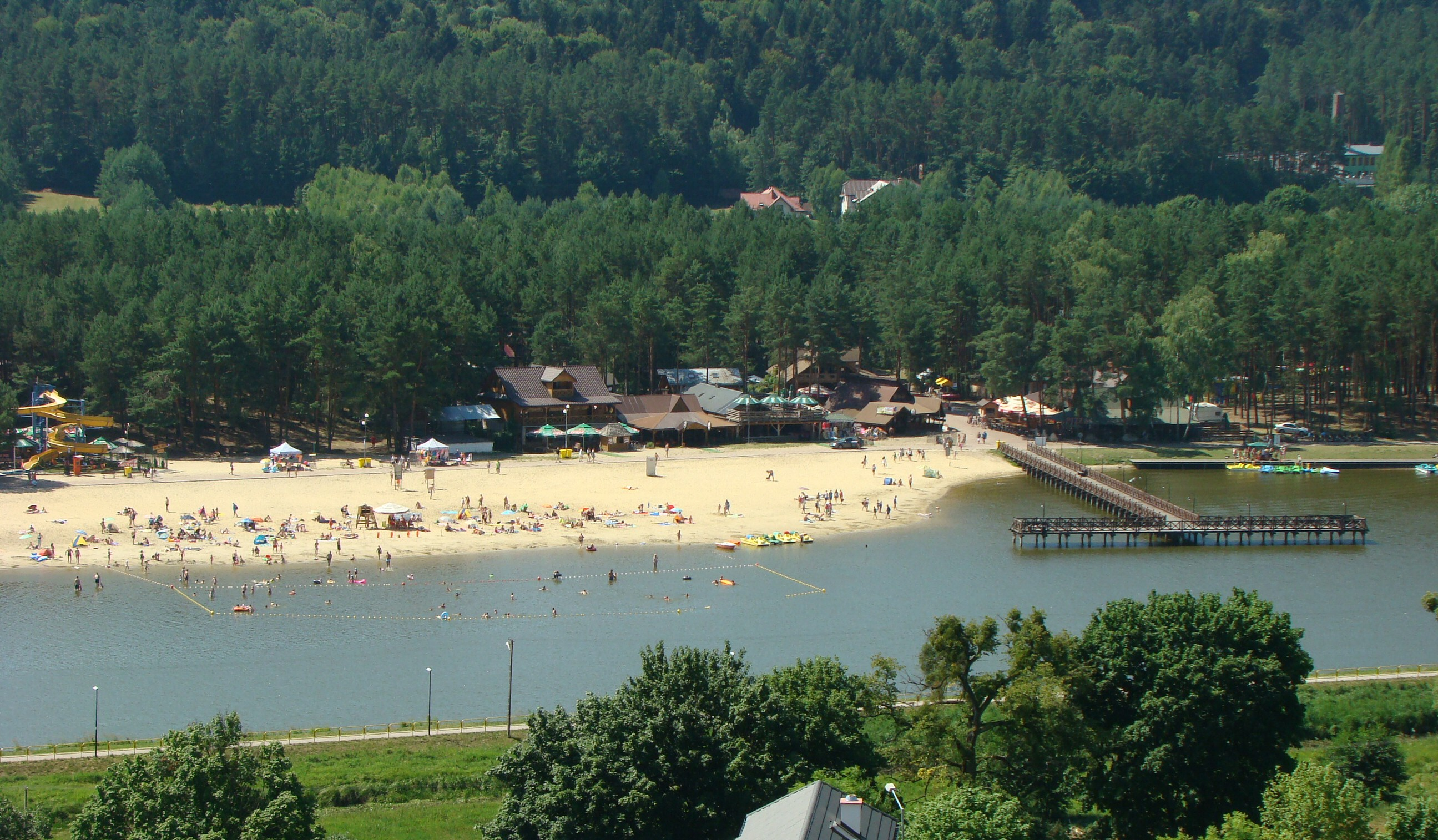
Zalew
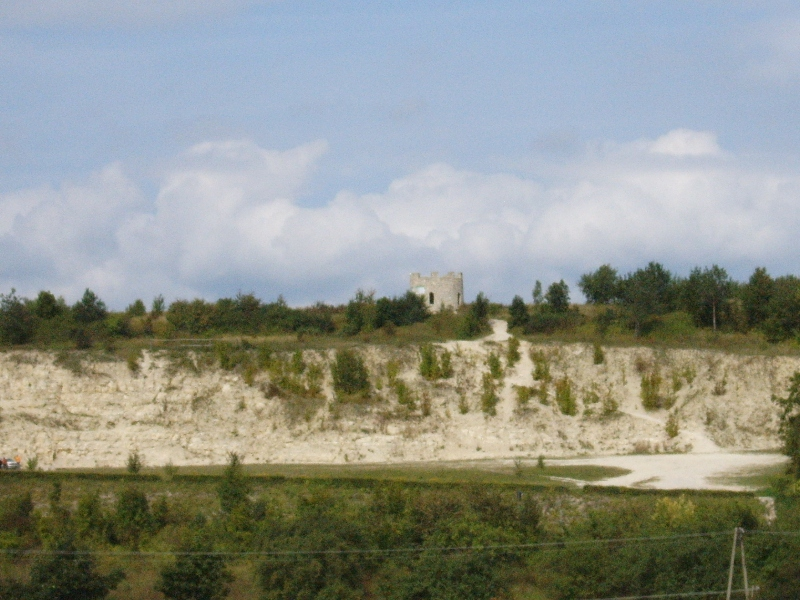
Kamieniołom z wieżą widokową na szczycie
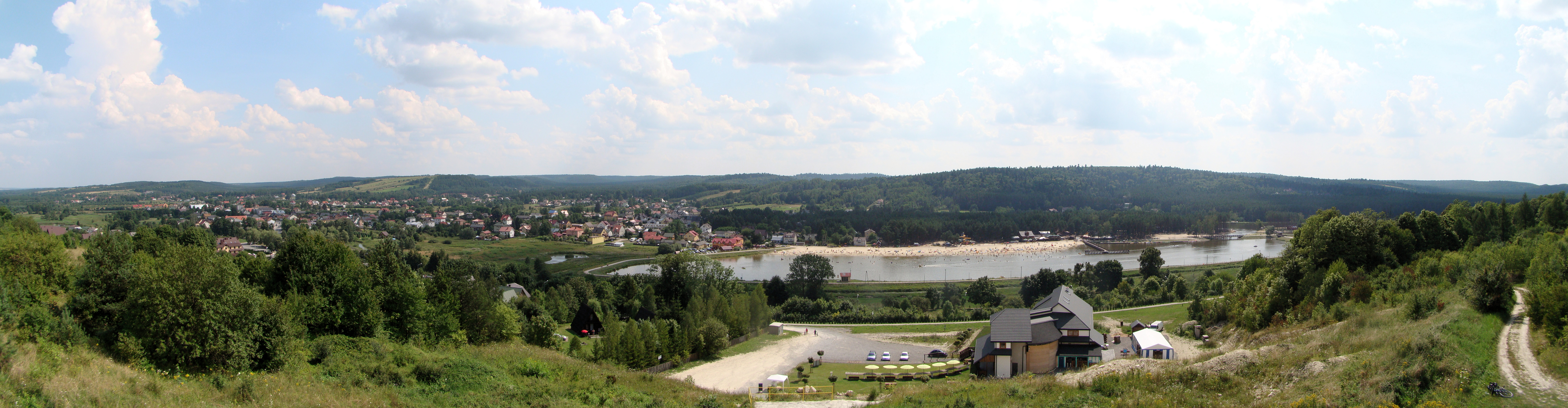
Panorama Krasnobrodu – widok z wieży widokowej
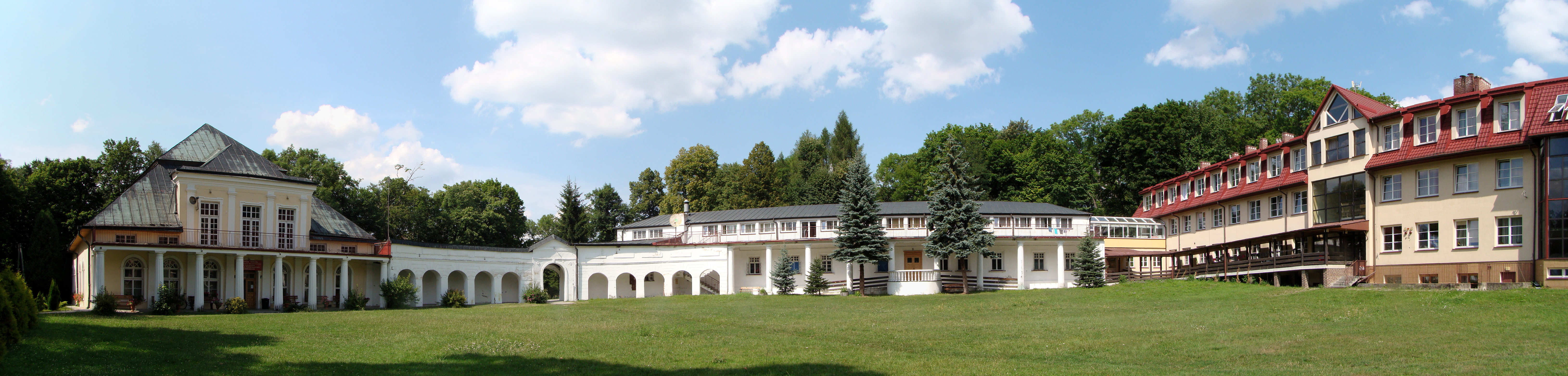
Sanatorium Dziecięce w Krasnobrodzie, dawny zespół pałacowy Fudakowskich

## Demografia

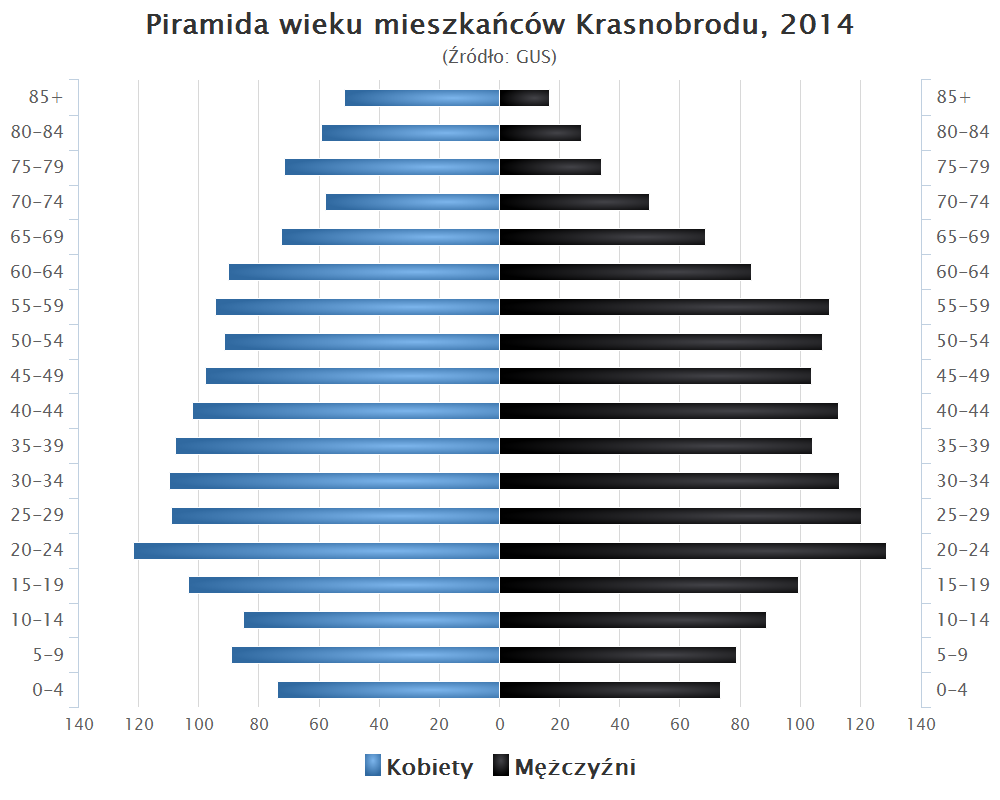
Piramida wieku mieszkańców Krasnobrodu w 2014